# ريتشل كوكي
ريتشل كوكي (بالإنجليزية: Rachel Cooke)‏ هي صحفية بريطانية، ولدت في 1969 في شفيلد في المملكة المتحدة.